# Parti de la liberté et du progrès (Biélorussie)
Pour les articles homonymes, voir Parti de la liberté et du progrès.

Symbole du Parti de la liberté et du progrès

Le Parti de la liberté et du progrès (en biélorusse, Партыя свабоды і прагрэсу ; en russe, Партия свободы и прогресса ; ПСП) est un parti politique biélorusse, de type libéral, créé en novembre 2003 mais qui depuis n'a pas réussi à s'enregistrer légalement. Son leader est Vladimir Novisiad. Il a demandé à adhérer au Parti ELDR
Lors de trois congrès (2003, 2004 et 2005), ont été décidés sa charte, son programme et son manifeste.
Le parti politique s'oppose au régime du président Alexandre Loukachenko. Les membres du parti critiquent vivement Loukachenko.